# Endelig alene
Endelig alene er en dansk stumfilm fra 1914, der er instrueret af Holger-Madsen efter manuskript af H. Nielsen.

## Handling
Det nygifte par Adolf og Charlotte er på vej hjem fra familiebesøg og håber meget på en uforstyrret rejse, hvor de er alene i kupeen. Sådan går det imidlertid ikke. Adolf er grov overfor banelinjens trafikchef og bliver sat af toget, mens Charlotte får lov til at køre hjem til hovedstaden.